# 小佐田潔
小佐田潔（日语：／ Kosada Kiyoshi，1951年3月18日—）是一名日本法官，曾擔任高松地方裁判所所長、大阪高等裁判所部總括法官、大阪地方裁判所所長等職務。

## 生平
1975年畢業於神戶大學法學部。1978年任職大阪地方裁判所助理法官。歷經福井地方法院助理法官、東京地方裁判所法官、大阪地方裁判所部總括法官等職務後，於2011年擔任高松地方裁判所所長。2013年升任大阪高等裁判所部總括法官，2014年擔任大阪地方裁判所所長。2022年獲頒瑞寶重光章。

## 著作
- 竹下守夫編,鈴木正裕編『民事保全法の基本構造』西神田編集室 1995年
- 大阪地裁執行実務研究会編, 小佐田潔代表『不動産明渡・引渡事件の実務』新日本法規出版 2009年
- 小佐田潔編『民事実務研究 IV』判例タイムズ社 2011年